# Dysodia albifurca
Dysodia albifurca är en fjärilsart som beskrevs av George Francis Hampson 1893. Dysodia albifurca ingår i släktet Dysodia och familjen Thyrididae. Inga underarter finns listade i Catalogue of Life.